# Miami Heat 2019-2020
La stagione 2019-2020 dei Miami Heat è stata la 32ª stagione della franchigia nella NBA.
L'11 marzo 2020, la stagione NBA è stata interrotta per via della pandemia di COVID-19, dopo che il giocatore degli Utah Jazz Rudy Gobert è stato trovato positivo al virus.
Il 4 giugno, la stagione degli Heat, con la decisione da parte del NBA di terminare la stagione, entra a far parte delle 22 squadre qualificate e ancora in lotta per i playoff.
La squadra raggiunge le finali di Eastern Conference dove incontra i Boston Celtics, terza testa di serie nella griglia playoff, sconfiggendoli dopo 6 partite, vincendo la Eastern Conference per la sesta volta e raggiungendo le finali per la prima volta dal 2014. In finale incontreranno i Los Angeles Lakers.

## Draft
Il 19 giugno, la notte prima del Draft, gli Heat acquisiscono la scelta al secondo giro numero 44 dagli Atlanta Hawks in cambio della scelta al secondo giro del Draft 2024. Con la unica propria scelta al Draft, gli Heat scelgono la guardia tiratrice Tyler Herro da Kentucky. Nella stessa notte, raggiungono un accordo fissato per il 6 luglio che porta a Miami l'ala KZ Okpala da Stanford. Con la scelta avuta da Atlanta, Miami accetta uno scambio con i Denver Nuggets rilasciando il centro Bol Bol in cambio di una futura seconda scelta al draft 2022 e $1,88 milioni. 
| Giro | Scelta | Giocatore   | Ruolo | Nazionalità       | Università/Squadra |
| ---- | ------ | ----------- | ----- | ----------------- | ------------------ |
| 1    | 13     | Tyler Herro | G     | Stati Uniti       | Kentucky Wildcats  |
| 2    | 32     | KZ Okpala   | AP/AG | Stati Uniti       | Stanford Cardinal  |
| 2    | 44     | Bol Bol     | C     | Sudan Stati Uniti | Oregon Ducks       |

## Roster
| \| Pos. \| Num. \| Naz. \| Nome \| Altezza \| Peso \| Data nascita \| Provenienza \| \| ----- \| ---- \| ---- \| -------------------- \| ------- \| ------ \| ------------ \| ---------------- \| \| AG/C \| 13 \| \| Adebayo, Bam \| 208 cm \| 116 kg \| 18–07–1997 \| Kentucky \| \| C \| 0 \| \| Leonard, Meyers \| 216 cm \| 116 kg \| 02–02–1992 \| Illinois \| \| G \| 7 \| \| Dragić, Goran \| 190 cm \| 86 kg \| 06–05–1986 \| Slovenia \| \| AG \| 40 \| \| Haslem, Udonis \| 203 cm \| 106 kg \| 09–06–1980 \| Florida \| \| G \| 2 \| \| Vincent, Gabe (TW) \| 191 cm \| 91 kg \| 14–06–1996 \| UC Santa Barbara \| \| AP \| 5 \| \| Jones, Derrick \| 201 cm \| 91 kg \| 15–02–1997 \| UNLV \| \| AP/AG \| 4 \| \| Okpala, KZ \| 203 cm \| 88 kg \| 28–04–1999 \| Stanford \| \| AG/C \| 9 \| \| Olynyk, Kelly \| 213 cm \| 111 kg \| 19–04–1991 \| Gonzaga \| \| G \| 14 \| \| Herro, Tyler \| 196 cm \| 88 kg \| 20–01–2000 \| Kentucky \| \| AP \| 55 \| \| Robinson, Duncan \| 203 cm \| 95 kg \| 22–04–1994 \| Michigan \| \| AG \| 17 \| \| Alexander, Kyle (TW) \| 208 cm \| 98 kg \| 21-10-1996 \| Tennessee \| \| AP \| 22 \| \| Butler, Jimmy \| 201 cm \| 107 kg \| 14–09–1989 \| Marquette \| \| P \| 25 \| \| Nunn, Kendrick \| 191 cm \| 83 kg \| 03–08–1995 \| Oakland \| \| AP \| 28 \| \| Iguodala, Andre \| 198 cm \| 97 kg \| 28–01–1985 \| Arizona \| \| AG \| 30 \| \| Silva, Chris \| 203 cm \| 106 kg \| 19–09–1996 \| South Carolina \| \| AP \| 44 \| \| Hill, Solomon \| 198 cm \| 102 kg \| 18–03–1991 \| Arizona \| \| AP \| 99 \| \| Crowder, Jae \| 198 cm \| 107 kg \| 06–07–1990 \| Marquette \| | Allenatore - Erik Spoelstra Assistente/i - Dan Craig - Malik Allen - Octavio De La Grana (Sviluppo giocatori) - Chris Quinn (Sviluppo giocatori) Legenda - (C) Capitano - (FA) Free agent - (S) Sospeso - Infortunato Roster • Transazioni · Ultima transazione: 12 marzo 2020 |                                             |                      |         |        |              |                  |
| Pos. | Num. | Naz.                                        | Nome                 | Altezza | Peso   | Data nascita | Provenienza      |
| AG/C | 13 | Stati Uniti (bandiera)                      | Adebayo, Bam         | 208 cm  | 116 kg | 18–07–1997   | Kentucky         |
| C | 0 | Stati Uniti (bandiera)                      | Leonard, Meyers      | 216 cm  | 116 kg | 02–02–1992   | Illinois         |
| G | 7 | Slovenia (bandiera)                         | Dragić, Goran        | 190 cm  | 86 kg  | 06–05–1986   | Slovenia         |
| AG | 40 | Stati Uniti (bandiera)                      | Haslem, Udonis       | 203 cm  | 106 kg | 09–06–1980   | Florida          |
| G | 2 | Stati Uniti (bandiera) · Nigeria (bandiera) | Vincent, Gabe (TW)   | 191 cm  | 91 kg  | 14–06–1996   | UC Santa Barbara |
| AP | 5 | Stati Uniti (bandiera)                      | Jones, Derrick       | 201 cm  | 91 kg  | 15–02–1997   | UNLV             |
| AP/AG | 4 | Stati Uniti (bandiera)                      | Okpala, KZ           | 203 cm  | 88 kg  | 28–04–1999   | Stanford         |
| AG/C | 9 | Canada (bandiera)                           | Olynyk, Kelly        | 213 cm  | 111 kg | 19–04–1991   | Gonzaga          |
| G | 14 | Stati Uniti (bandiera)                      | Herro, Tyler         | 196 cm  | 88 kg  | 20–01–2000   | Kentucky         |
| AP | 55 | Stati Uniti (bandiera)                      | Robinson, Duncan     | 203 cm  | 95 kg  | 22–04–1994   | Michigan         |
| AG | 17 | Canada (bandiera)                           | Alexander, Kyle (TW) | 208 cm  | 98 kg  | 21-10-1996   | Tennessee        |
| AP | 22 | Stati Uniti (bandiera)                      | Butler, Jimmy        | 201 cm  | 107 kg | 14–09–1989   | Marquette        |
| P | 25 | Stati Uniti (bandiera)                      | Nunn, Kendrick       | 191 cm  | 83 kg  | 03–08–1995   | Oakland          |
| AP | 28 | Stati Uniti (bandiera)                      | Iguodala, Andre      | 198 cm  | 97 kg  | 28–01–1985   | Arizona          |
| AG | 30 | Gabon (bandiera)                            | Silva, Chris         | 203 cm  | 106 kg | 19–09–1996   | South Carolina   |
| AP | 44 | Stati Uniti (bandiera)                      | Hill, Solomon        | 198 cm  | 102 kg | 18–03–1991   | Arizona          |
| AP | 99 | Stati Uniti (bandiera)                      | Crowder, Jae         | 198 cm  | 107 kg | 06–07–1990   | Marquette        |

## Classifiche

### Southeast Division
| Southeast Division | Southeast Division | Southeast Division | Southeast Division | Southeast Division | Southeast Division | Southeast Division | Southeast Division | Southeast Division |
| Squadra            | V                  | S                  | V%                 | PR                 | Casa               | Trasf              | Div                | PG                 |
| ------------------ | ------------------ | ------------------ | ------------------ | ------------------ | ------------------ | ------------------ | ------------------ | ------------------ |
| y - Miami Heat     | 44                 | 29                 | .603               | 12,0               | 29–7               | 15–22              | 10–4               | 73                 |
| x - Orlando Magic  | 33                 | 40                 | .452               | 23,0               | 18–17              | 15–23              | 9–5                | 73                 |
| Wash. Wizards      | 25                 | 47                 | .347               | 30,5               | 16–20              | 9–27               | 5–9                | 72                 |
| Charlotte Hornets  | 23                 | 42                 | .354               | 29,0               | 10–21              | 13–21              | 2–7                | 65                 |
| Atlanta Hawks      | 20                 | 47                 | .299               | 33,0               | 14–20              | 6–27               | 6–7                | 67                 |

### Eastern Conference
| Eastern Conference | Eastern Conference     | Eastern Conference | Eastern Conference | Eastern Conference | Eastern Conference | Eastern Conference |
| #                  | Squadra                | V                  | S                  | V%                 | PR                 | PG                 |
| ------------------ | ---------------------- | ------------------ | ------------------ | ------------------ | ------------------ | ------------------ |
| 1                  | z - Milwaukee Bucks *  | 56                 | 17                 | .767               | –                  | 73                 |
| 2                  | y - Toronto Raptors *  | 53                 | 19                 | .736               | 2,5                | 72                 |
| 3                  | x - Boston Celtics     | 48                 | 24                 | .667               | 7,5                | 72                 |
| 4                  | x - Indiana Pacers     | 45                 | 28                 | .616               | 11,0               | 73                 |
| 5                  | y - Miami Heat *       | 44                 | 29                 | .603               | 12,0               | 73                 |
| 6                  | x - Philadelphia 76ers | 43                 | 30                 | .589               | 13,0               | 73                 |
| 7                  | x - Brooklyn Nets      | 35                 | 37                 | .486               | 20,5               | 72                 |
| 8                  | x - Orlando Magic      | 33                 | 40                 | .452               | 23,0               | 73                 |
|                    |                        |                    |                    |                    |                    |                    |
| 9                  | Wash. Wizards          | 25                 | 47                 | .347               | 30,5               | 72                 |
| 10                 | Charlotte Hornets      | 23                 | 42                 | .354               | 29,0               | 65                 |
| 11                 | Chicago Bulls          | 22                 | 43                 | .338               | 30,0               | 65                 |
| 12                 | N.Y. Knicks            | 21                 | 45                 | .318               | 31,5               | 66                 |
| 13                 | Detroit Pistons        | 20                 | 46                 | .303               | 32,5               | 66                 |
| 14                 | Atlanta Hawks          | 20                 | 47                 | .299               | 33,0               | 67                 |
| 15                 | Cleveland Cavaliers    | 19                 | 46                 | .292               | 33,0               | 65                 |

## Mercato

### Free Agency

#### Rookie
| Giocatore   | Contratto             | Provenienza       |
| ----------- | --------------------- | ----------------- |
| Tyler Herro | 2 anni - $7,4 milioni | Kentucky Wildcats |
| KZ Okpala   | 3 anni - $4,1 milioni | Stanford Cardinal |

#### Acquisti
| Data            | Giocatore       | Contratto                            | Provenienza         |
| --------------- | --------------- | ------------------------------------ | ------------------- |
| 1 luglio 2019   | Meyers Leonard  | 1 anno - $11 milioni (sign & trade)  | Portland T. Blazers |
| 6 luglio 2019   | Jimmy Butler    | 4 anni - $142 milioni (sign & trade) | Philadelphia 76ers  |
| 11 luglio 2019  | Jeremiah Martin | 1 anno - $898.000                    | Memphis Tigers      |
| 15 luglio 2019  | Kyle Alexander  | 1 anno - $79.000                     | Tenn. Volunteers    |
| 8 gennaio 2020  | Gabe Vincent    | Two-way                              | Stockton Kings      |
| 15 gennaio 2020 | Chris Silva     | Two-way                              | Miami Heat          |

#### Cessioni
| Data             | Giocatore     | Motivo     | Nuova squadra    |
| ---------------- | ------------- | ---------- | ---------------- |
| 9 aprile 2019    | Dwyane Wade   | Ritiro     |                  |
| 6 luglio 2019    | Ryan Anderson | Tagliato   | Houston Rockets  |
| 29 luglio 2019   | Yante Maten   | Tagliato   | Boston Celtics   |
| 1 settembre 2019 | Charles Cooke | Rilasciato | Universo Treviso |
| 8 gennaio 2020   | Daryl Macon   | Tagliato   | Galatasaray      |

### Scambi
| 19 giugno 2019  | Miami HeatDraft rights per Bol Bol (2019 #44)                                                               | Atlanta HawksScelta 2º giro Draft 2024 Cash Consideration                                                                                             |  |  |
| 20 giugno 2019  | Miami HeatScelta 2º giro Draft 2022(da Denver o Philadelphia) Cash Consideration                            | Denver Nuggets Draft rights per Bol Bol (2019 #44) |  |  |
| 6 luglio 2019   | Miami Heat Draft rights per KZ Okpala (2019 #32) (da Phoenix)                                               | Indiana PacersT.J. Warren (da Phoenix) Scelta 2º giro Draft 2022 (da Miami) Scelta 2º giro Draft 2025 (da Miami) Scelta 2º giro Draft 2026 (da Miami) |  |  |
| 6 luglio 2019   | Phoenix Suns Cash Considerations (da Indiana)                                                               | |  |  |
| 6 luglio 2019   | Miami HeatJimmy Butler (da Philadelphia) Meyers Leonard (da Portland) Cash Consideration (da L.A. Clippers) | L.A. ClippersMaurice Harkless (da Portland) Draft rights per Mathias Lessort (2017 #32) (da Philadelphia) Scelta 1º giro Draft 2023 (da Miami)        |  |  |
| 6 luglio 2019   | Portland T. BlazersHassan Whiteside (da Miami)                                                              | Philadelphia 76ersJosh Richardson (da Miami) |  |  |
| 6 luglio 2019   | | |  |  |
| 6 febbraio 2020 | Miami HeatJae Crowder (da Memphis) Solomon Hill(da Memphis) Andre Iguodala (da Memphis)                     | Memphis GrizzliesGorgui Dieng (da Minnesota) Dion Waiters (da Miami) Justise Winslow (da Miami)                                                       |  |  |
| 6 febbraio 2020 | Minnesota T'wolves James Johnson (da Miami)                                                                 | |  |  |